# Miss France 2009
Miss France 2009, 79e élection de Miss France, se déroule le 6 décembre 2008 au Grand Carrousel du Puy du Fou. La gagnante, Chloé Mortaud, succède à Valérie Bègue, Miss France 2008.
C'est la première fois que cette élection se tient au Puy du Fou et aux Pays de la Loire.
La cérémonie est diffusée en direct sur TF1 et est présentée par Jean-Pierre Foucault (pour la 14e année consécutive) et Sylvie Tellier (pour la 1re fois). La cérémonie se déroule sur le thème d'un voyage à travers les époques.

## Classement final
| Résultats        | Candidates | Concours internationaux                                             |
| ---------------- | --- | ------------------------------------------------------------------- |
| Miss France 2009 | - Albigeois - Midi-Pyrénées - Chloé Mortaud | - 5e dauphine de Miss Univers 2009 - 3e dauphine de Miss Monde 2009 |
| 1re Dauphine     | - Lorraine - Camille Chéyère |                                                                     |
| 2e Dauphine      | - Pays de Loire - Élodie Martineau |                                                                     |
| 3e Dauphine      | - Mayotte - Estelle Née |                                                                     |
| 4e Dauphine      | - Bretagne - Bianca Taillard |                                                                     |
| Top 12           | - Poitou-Charentes - Mathilde Muller (5e dauphine) - Rhône-Alpes - Armonie Jenton (6e dauphine) - Guadeloupe - Rebecca Erivan - Normandie - Johanna Moreau - Réunion - Delphine Courteau - Limousin - Chloé Certoux - Berry - Val de Loire - Aline Moreau |                                                                     |

## Préparation
Le voyage de préparation se déroule en Thaïlande. Les Miss sont accompagnées de Sylvie Tellier et de Rachel Legrain-Trapani.

## Candidates
| Région                        | Nom                     | Âge    | Taille | Résidence                | Élue                             |
| ----------------------------- | ----------------------- | ------ | ------ | ------------------------ | -------------------------------- |
| Miss Albigeois Midi-Pyrénées  | Chloé Mortaud           | 19 ans | 1,80 m | Bénac                    | à Lisle-sur-Tarn                 |
| Miss Alsace                   | Carole Weyrich,         | 22 ans | 1,77 m | Durningen                | 12 octobre 2008 à Colmar         |
| Miss Aquitaine                | Anna Nieto              | 20 ans | 1,74 m | Sarlat-la-Canéda         | à Bergerac                       |
| Miss Artois Hainaut           | Anne-Sophie Sevrette    | 20 ans | 1,79 m | Liévin                   | à Saint-Amand-les-Eaux           |
| Miss Auvergne                 | Mélanie Billard         | 23 ans | 1,73 m | Saint-Germain-des-Fossés | à Cébazat                        |
| Miss Berry Val de Loire       | Aline Moreau            | 19 ans | 1,75 m | Châteauroux              | à Déols                          |
| Miss Bourgogne                | Tiphanie Deschamps      | 22 ans | 1,75 m | Chagny                   | à Chalon-sur-Saône               |
| Miss Bretagne                 | Bianca Taillard         | 23 ans | 1,76 m | Machecoul                | 6 septembre 2008 à Châteaubriant |
| Miss Champagne Ardenne        | Émilie Colomb           | 19 ans | 1,72 m | Proverville              | à Langres                        |
| Miss Corse                    | María Santa Lucchinacci | 24 ans | 1,77 m | Ajaccio                  | à Porticcio                      |
| Miss Côte d'Azur              | Audrey Sans             | 20 ans | 1,75 m | Mougins                  | à Beaulieu-sur-Mer               |
| Miss Flandre                  | Éméné Nyamé             | 19 ans | 1,82 m | Roubaix                  | à Saint-Pol-sur-Mer              |
| Miss Franche-Comté            | Johanne Kervella        | 23 ans | 1,70 m | Chalezeule               | 23 août 2008 à Morvillars        |
| Miss Guadeloupe               | Rebecca Erivan          | 18 ans | 1,83 m | Basse-Terre              | au Gosier                        |
| Miss Guyane                   | Carmen Prince           | 20 ans | 1,72 m | Rémire-Montjoly          | à Cayenne                        |
| Miss Île de France            | Pauline Righini         | 20 ans | 1,71 m | Puteaux                  | à Enghien-les-Bains              |
| Miss Languedoc-Roussillon     | Cindy Filipiak          | 22 ans | 1,76 m | Perpignan                | à Carnon                         |
| Miss Limousin                 | Chloé Certoux           | 18 ans | 1,79 m | Limoges                  | à Limoges                        |
| Miss Loire Forez              | Lauriane Perez          | 20 ans | 1,71 m | Saint-Étienne            | à Saint-Étienne                  |
| Miss Lorraine                 | Camille Cheyere         | 21 ans | 1,79 m | Thionville               | à Metz                           |
| Miss Martinique               | Laura Fidi              | 18 ans | 1,77 m | Fort-de-France           | 24 août 2008 à Schœlcher         |
| Miss Mayotte                  | Esthel Née              | 20 ans | 1,80 m | Bandrélé                 | 10 août 2008 à Koungou           |
| Miss Normandie                | Johanna Moreau          | 23 ans | 1,80 m | Sées                     | 15 octobre 2008 à Bayeux         |
| Miss Nouvelle-Calédonie       | Aurelia Morelli         | 20 ans | 1,75 m | Nouméa                   | 11 octobre 2008 à Nouméa         |
| Miss Orléanais                | Marion Tricot           | 19 ans | 1,75 m | Morancez                 | à Montargis                      |
| Miss Paris                    | Sarah Barzyk            | 19 ans | 1,71 m | Paris                    | à Enghien-les-Bains              |
| Miss Pays de Loire            | Élodie Martineau        | 21 ans | 1,74 m | Auzay                    | à Cholet                         |
| Miss Pays de Savoie           | Wendy Gex               | 19 ans | 1,79 m | Ville-la-Grand           | à Gaillard                       |
| Miss Picardie                 | Katy Josse              | 22 ans | 1,70 m | Saint-Quentin            | à Saint-Quentin                  |
| Miss Poitou-Charentes         | Mathilde Muller         | 19 ans | 1,76 m | Valence (Charente)       | à Angoulins-sur-Mer              |
| Miss Provence                 | Laurie Imbert           | 19 ans | 1,71 m | Martigues                | à Toulon                         |
| Miss Quercy Rouergue          | Sophie Lopez            | 18 ans | 1,75 m | Figeac                   | 21 septembre 2008 à Figeac       |
| Miss Réunion                  | Delphine Courteaud      | 22 ans | 1,72 m | La Possession            | à Saint-Denis                    |
| Miss Rhône-Alpes              | Armonie Jenton          | 18 ans | 1,74 m | Viriat                   | à Décines                        |
| Miss Saint-Pierre-et-Miquelon | Cathy Sabarots          | 22 ans | 1,70 m | Saint-Pierre             | à Saint-Pierre                   |
| Miss Tahiti                   | Hinatea Boosie          | 20 ans | 1,70 m | Nuku Hiva                | 26 avril 2008 à Papeete          |

## Déroulement
L'élection se déroule sur le thème d'un voyage à travers les époques.
Les Miss défilent sur les thèmes des années folles, du film « Chapeau melon et bottes de cuir », …
Cette élection est la 1re où la nouvelle Miss France n'est pas couronnée par sa prédécesseure. En effet, Valérie Bègue était à Los Angeles durant l'élection.

### Jury[12]
| Membre | Membre                           | Notes                |
| ------ | -------------------------------- | -------------------- |
|        | Line Renaud (présidente du jury) | Actrice et chanteuse |
|        | Anggun                           | Chanteuse            |
|        | Patrice Leconte                  | Réalisateur          |
|        | Rachel Legrain-Trapani           | Miss France 2007     |
|        | Benoît Poelvoorde                | Acteur               |
|        | Henri-Jean Servat                | Journaliste          |
|        | Kenzo Takada                     | Couturier            |

### Classement

#### Premier tour
Le comité Miss France a choisi les douze demi-finalistes lors d'un entretien de pré-sélection ayant eu lieu quelques jours avant la cérémonies (ordre d'appels) :  
- Miss Lorraine ;
- Miss Rhône-Alpes ;
- Miss Mayotte ;
- Miss Poitou-Charentes ;
- Miss Normandie ;
- Miss Guadeloupe ;
- Miss Limousin ;
- Miss Albigeois Midi-Pyrénées ;
- Miss Pays de Loire ;
- Miss Berry Val de Loire ;
- Miss Bretagne ;
- Miss Réunion.

#### Deuxième tour
Le jury à 50% et le public à 50 % choisissent les cinq candidates qui peuvent encore être élues.
Un classement de 1 à 12 est établi pour chacune des deux parties. Une première place vaut 12 points, une seconde 11 points, et la dernière 1 point, même si deux miss arrivent à égalité. L’addition des deux classements est alors faite. Les cinq premières restent en course. En cas d’égalité, c’est le classement du jury qui prévaut.
| Miss                         | Public | Jury | Total |
| ---------------------------- | ------ | ---- | ----- |
| Miss Pays de Loire           | 12     | 10   | 22    |
| Miss Lorraine                | 11     | 9    | 20    |
| Miss Albigeois Midi-Pyrénées | 4      | 12   | 16    |
| Miss Mayotte                 | 5      | 11   | 16    |
| Miss Bretagne                | 9      | 7    | 16    |
| Miss Poitou Charentes        | 8      | 6    | 14    |
| Miss Rhône-Alpes             | 3      | 8    | 11    |
| Miss Guadeloupe              | 6      | 5    | 11    |
| Miss Normandie               | 10     | 1    | 11    |
| Miss Réunion                 | 7      | 2    | 9     |
| Miss Limousin                | 2      | 4    | 6     |
| Miss Berry Val de Loire      | 1      | 3    | 4     |

#### Troisième tour
Le public et le jury votent à 50/50.
| Candidate                    | Public (50 %) | Jury (50 %) | Résultat Total |
| ---------------------------- | ------------- | ----------- | -------------- |
| Miss Albigeois Midi-Pyrénées | 6,61 %        | 25 %        | 31,61 %        |
| Miss Lorraine                | 14,35 %       | 7 %         | 21,35 %        |
| Miss Pays de Loire           | 14,57 %       | 4,5 %       | 19,07 %        |
| Miss Mayotte                 | 6,02 %        | 9,5 %       | 15,52 %        |
| Miss Bretagne                | 8,45 %        | 4 %         | 12,45 %        |

#### Polémique
Lors de l'élection de Miss France, les spectateurs avaient voté en majorité pour Miss Pays de Loire 2008, qui a été finalement sacrée 2e dauphine. Chloé Mortaud a tout de même remporté le titre de Miss France grâce au vote du jury qui a voté massivement pour elle. Rachel Legrain-Trapani, Miss France 2007 et membre du jury, aurait reçu des consignes lors du vote du jury.                                             Dans une brève publiée sur son site Internet le 6 mars 2009, le magazine de programmes de télévision Télé 2 semaines annonce qu'il va publier dans son édition du 9 mars les chiffres des votes des téléspectateurs lors de l'élection de Miss France 2009 qui s'est déroulée en décembre 2008 au Puy-du-Fou, en Vendée.
Les candidates sont tout d'abord auditionnées par un jury dans les semaines qui précèdent l'élection, et que ce jury ramène le nombre de candidates proposées au vote du public le soir de l'émission de télévision à douze. Ensuite, d'après le procès-verbal que s'est procuré Télé 2 semaines, le vote des téléspectateurs a été le suivant :
1. Pays-de-Loire : 37.119 voix
2. Lorraine : 30.597 voix
3. Normandie : 27.670 voix
4. Bretagne : 18.645 voix
5. Poitou-Charentes : 17.569 voix
6. Réunion : 17.385 voix
7. Guadeloupe : 17.377 voix
8. Mayotte : 16.933 voix
9. Albigeois Midi Pyrénées (Chloé Mortaud, future Miss France) : 14.861 voix
10. Rhône-Alpes : 12.968 voix
11. Limousin : 9.241 voix
12. Berry Val-de-Loire : 4.714 voix
Ce vote est ensuite panaché avec celui du jury après un calcul compliqué au terme duquel le public pèse pour un tiers et le jury pour deux tiers. Voici le nouveau classement après intervention du jury :
1. Pays-de-Loire.
2. Lorraine.
3. Albigois Midi Pyrénées.
4. Mayotte.
5. Bretagne.
6. Poitou-Charentes.
7. Rhône-Alpes.
8. Guadeloupe.
9. Normandie.
10. Réunion.
11. Limousin.
12. Berry Val de Loire.
Les cinq premières de ce classement (Pays-de-Loire, Lorraine, Albigeois Midi Pyrénées, Mayotte et Bretagne) sont soumises à un second vote des téléspectateurs et les compteurs sont remis à zéro. Le vote des téléspectateurs publié par Télé 2 semaines est le suivant :
1. Pays-de-Loire : 86.030 voix
2. Lorraine : 84.787 voix
3. Bretagne : 49.935 voix
4. Albigeois Midi Pyrénées : 39.011 voix
5. Mayotte : 35.576 voix
Ce nouveau vote est encore panaché avec celui du jury, et ce dernier compte pour les deux tiers. Ce qui donne le résultat définitif annoncé par Jean-Pierre Foucault en direct :
1. Albigeois Midi Pyrénées.
2. Lorraine.
3. Pays-de-Loire.
4. Mayotte.
5. Bretagne.
Toutes les candidates connaissaient la règle du jeu avant de participer, et que le poids donné au vote du jury partait d'une bonne intention : celle d'équilibrer les chances d'une Miss Corse (285.000 habitants) ou d'une Miss Lozère (77.000 habitants) face à une Miss Paris - Île-de-France (11,69 millions d'habitants, d'après Wikipédia).

## Observations